# Cheia lui David
Cheia lui David este un simbol biblic menționat în mai multe pasaje din Vechiul și Noul Testament. Cel mai cunoscut verset referitor la aceasta se găsește în Isaia 22:22 și Apocalipsa 3:7. În ambele texte, cheia simbolizează autoritatea divină, fiind asociată cu puterea de a deschide și închide uși, în special în contextul accesului la mântuire și judecată.

## Originea și semnificația biblică
În Isaia 22:22, profetul Isaia vorbește despre un slujitor al casei lui David care va deține cheia autorității asupra regatului. Versetul spune: „Voi pune cheia casei lui David pe umărul lui; va deschide și nimeni nu va închide; va închide și nimeni nu va deschide.” În acest context, cheia simbolizează autoritatea divină de a guverna, dar și puterea de a acorda sau refuza accesul la binecuvântările divine.
În Noul Testament, în Apocalipsa 3:7, Cheia lui David este asociată cu Iisus Hristos, care deține autoritatea supremă asupra mântuirii. „Cel ce deschide și nimeni nu va închide, Cel ce închide și nimeni nu va deschide”, spune Iisus, subliniind că doar El are puterea de a deschide calea spre Împărăția Cerurilor.

## Interpretări teologice
Simbolul Cheii lui David a fost interpretat de-a lungul istoriei ca un semn al autorității divine a lui Hristos. În tradiția creștină, această cheie reprezintă puterea de a deschide sau închide uși spirituale: accesul la mântuire pentru cei care cred și urmează învățăturile lui Iisus și respingerea celor care aleg să rămână în păcat.
În Apocalipsa 3:7, Cheia este descrisă ca fiind deținută de Iisus Hristos, simbolizând nu doar autoritatea Sa divină, dar și rolul Său în deschiderea și închiderea oportunităților spirituale. Cheia lui David devine astfel un simbol al mântuirii și al judecății, având în vedere că accesul la Împărăția Cerurilor este deschis doar celor care urmează voia lui Dumnezeu.

## Cheia lui David în tradiția creștină
În tradiția creștină, Cheia lui David este considerată o alegere simbolică a celor care acceptă învățăturile lui Iisus. Aceasta este văzută ca un simbol al mântuirii, iar cei care cred în Hristos sunt considerați „cei care au primit cheia” pentru a intra în Împărăția Cerurilor.
Totodată, pentru cei care refuză să urmeze pe Hristos, Cheia lui David reprezintă o ușă închisă, simbolizând excluderea lor din mântuire și judecata divină. În această lumină, Cheia lui David devine un simbol al opțiunii spirituale și al răspunderii fiecărei persoane față de chemarea divină.